# Чорторийський парк
Чортори́йський парк — парк-пам'ятка садово-паркового мистецтва місцевого значення в Україні. Об'єкт природно-заповідного фонду Чернівецької області. 
Розташований у межах Кіцманського району Чернівецької області, в селі Чортория (територія Чорторийского психоневрологічного будинку-інтернату). 
Площа 3 га. Статус надано згідно з рішенням облвиконкому від 30.05.1979 року № 198. Перебуває у віданні: Чорторийський психоневрологічний будинок-інтернат. 
Статус надано для збереження дендропарку, закладеного в кінці XIX ст. навколо графського будинку пана Чорторийського, який був зведений 1663 року. Пізніше маєток став власністю пана Манеску (див. також Палац Манеску). У парку зростають старовікові дерева різних порід, у тому числі екзотів: модрина європейська, робінія клейка, айлант найвищий, гледичія колюча, осокір, липа різнолиста, а також тюльпанове дерево, якому понад 200 років (найстаріший на Буковині екземпляр цього виду). 
Доступ до парку обмежений.